# Bernardo Bonezzi
Bernardo Silvano Bonezzi Nahón, conocido artísticamente como Bernardo Bonezzi, (Madrid, 6 de julio de 1964 - ibídem, 30 de agosto de 2012) fue un compositor y músico español. Conocido por su liderazgo e influencia en la denominada "Movida madrileña", gracias a grupos como Zombies y canciones como «Groenlandia», desarrolló posteriormente una extensa trayectoria como compositor de bandas sonoras para cine y televisión.
Nominado en cuatro ocasiones en la categoría de banda sonora a los Premios Goya en 1996 se alzó con el premio por la banda sonora de Nadie hablará de nosotras cuando hayamos muerto de Agustín Díaz Yanes.

## Biografía
Hijo de un italiano y una brasileña, Bernardo Bonezzi es un claro ejemplo de precocidad en el panorama musical español, hasta el punto de haber sido considerado como “el Mozart de la movida madrileña”. A los seis años comenzó a tocar la guitarra, y a los ocho escuchaba discos de Roxy Music, Marc Bolan y David Bowie. Empezó a componer melodías a los diez años y en 1978, cuando contaba con trece años, fundó Zombies, grupo de la movida madrileña. Su primer sencillo fue «Groenlandia» uno de los temas más populares de esa época. Grabaron dos discos: Extraños juegos (1980) y La Muralla China (1981).
En 1982 la formación se separó y Bernardo Bonezzi produjo y compuso la música del disco, ¡Cómo está el servicio... de señoras! que Pedro Almodóvar y Fabio McNamara grabaron en aquel año. También compuso las canciones de Laberinto de pasiones, la segunda película del cineasta manchego, y empezó así la relación del músico con el mundo del cine. Compuso la banda sonora original para tres películas más de Pedro Almodóvar: ¿Qué  he  hecho  yo  para  merecer  esto? (1984), Matador (1986) y Mujeres  al  borde  de  un ataque  de  nervios (1988),  muy  arraigada  en  el  lenguaje compositivo de Nino Rota, Bernard Hermann, Erik Satie e Igor Stravinski. En 1983 publicó el maxisencillo Las Diez Mujeres Más Elegantes y en 1984 el álbum Bonezzi-St.Louis, en el que colaboró la cantante Didi St. Louis.
Estos dos trabajos no le satisficieron, y decidió centrarse en hacer composiciones para obras teatrales, series de televisión y el cine. Compuso más de cuarenta bandas sonoras, alcanzando un gran reconocimiento entre los profesionales del medio; ganó un premio Goya por su trabajo en Nadie hablará de nosotras cuando hayamos muerto en 1996. Ha estado nominado en tres ocasiones más por las bandas sonoras de Mujeres al borde de un ataque de nervios en 1989, Todo por la pasta en 1992 y Sin noticias de Dios en 2002. Para la televisión compuso algunas melodías tan populares como la de Farmacia de guardia.
Fue el miembro del Consejo de Administración de la SGAE más joven de la historia.
En 2002 dejó de trabajar para el cine y comenzó una trilogía de discos instrumentales dedicados a las horas del día: La hora del lobo (2004), La hora azul (2006), con influencias del cine de Ingmar Bergman y Éric Rohmer y La hora del té (2007) en el que experimentó con sonidos de otras culturas, principalmente orientales. Sus dos últimos trabajos retomaron su faceta de creador pop abandonando las composiciones instrumentales aunque no obtuvieron prácticamente ninguna repercusión: El Viento Sopla Donde Quiere (2010) y La esencia de la ciencia (2012) al que posteriormente siguió una versión instrumental llamada Esencias (2012).
El 30 de agosto de 2012 Bernardo Bonezzi fue encontrado muerto en su piso madrileño a los 48 años.

## Discografía

### Con Zombies
- Extraños juegos (RCA, 1980)
- La muralla china (RCA, 1981)

### Con Didi St. Louis
- Bonezzi-St. Louis (CBS, 1984)

### En solitario
- Maxisencillo Las diez mujeres más elegantes (CBS, 1983)
- La hora del lobo (Karonte, 2004)
- La hora azul (Karonte, 2006)
- La hora del té (Karonte, 2007)
- El viento sopla donde quiere (Ikiru Music, 2010)
- La esencia de la ciencia (Ikiru Music, 2012)
- Esencias (Ikiru Music, 2012)

## Filmografía como compositor
- Laberinto de pasiones (1982)
- ¿Qué he hecho yo para merecer esto? (1984)
- Matador (1986)
- Rumbo norte (1987)
- La ley del deseo (1987)
- Barrios altos (1987)
- Mientras haya luz (1988)
- No hagas planes con Marga (1988)
- La mujer de tu vida: La mujer feliz (1988)
- Al acecho (1988)
- Baton Rouge (1988)
- La boca del lobo (1988)
- Mujeres al borde de un ataque de nervios (1988)
- El mejor de los tiempos (1989)
- Ovejas negras (1990)
- Don Juan, mi quierdo fantasma (1990)
- Todo por la pasta (1991)
- El laberinto griego (1992)
- Shooting Elizabeth (1992)
- Tretas de mujer (1993)
- El cianuro, ¿solo o con leche? (1993)
- Todos los hombres sois iguales (1994)
- Enciende mi pasión (1994)
- All Tied Up (1994)
- El techo del mundo (1994)
- Morirás en Chafarinas (1995)
- Boca a boca (1995)
- Nadie hablará de nosotras cuando hayamos muerto (1995)
- Mirada líquida (1996)
- Cuestión de suerte (1996)
- El amor perjudica seriamente la salud (1996)
- Hola, ¿estás sola? (1996)
- Corsarios del chip (1996)
- Entre las piernas (1999)
- Tardes de Gaudí (2000)
- Mi marido es una ruina (2001)
- Sin noticias de Dios (2001)
- Desafinado (2001)
- El amor imperfecto (2001)
- Lo que tú me has hecho no me lo ha hecho nadie (2012, cortometraje)

## Series de televisión
- La edad de oro (1983, 1985)
- De la mano de (1985)
- Gatos en el tejado (1988)
- Farmacia de guardia (1991-1995)
- Queridos cómicos (1992)
- Canguros (1994-1996)
- Todos los hombres sois iguales (1996-1998)
- Hermanas (1998)
- La tele de tu vida (2007)

## Premios y nominaciones
Premios Goya
| Año  | Categoría             | Película                                        | Resultado |
| ---- | --------------------- | ----------------------------------------------- | --------- |
| 1988 | Mejor música original | Mujeres al borde de un ataque de nervios        | Nominado  |
| 1991 | Mejor música original | Todo por la pasta                               | Nominado  |
| 1995 | Mejor música original | Nadie hablará de nosotras cuando hayamos muerto | Ganador   |
| 2001 | Mejor música original | Sin noticias de Dios                            | Nominado  |

Medallas del Círculo de Escritores Cinematográficos
| Año  | Categoría    | Película             | Resultado |
| ---- | ------------ | -------------------- | --------- |
| 2001 | Mejor música | Sin noticias de Dios | Ganador   |